# Poljče, Radovljica
Poljče este o localitate din comuna Radovljica, Slovenia, cu o populație de 201 locuitori.